# بخش فیرفیلد (شهرستان باتلر، اوهایو)
بخش فیرفیلد (به انگلیسی: Fairfield Township) یک منطقهٔ مسکونی در ایالات متحده آمریکا است که در اوهایو واقع شده‌است.
 بخش فیرفیلد ۱۳۰ کیلومتر مربع مساحت و ۲۱٬۳۷۳ نفر جمعیت دارد و ۷۲۲ متر بالاتر از سطح دریا واقع شده‌است.